# Arbecacina
Arbecacina é um fármaco semi-sintético do grupo dos antibióticos aminoglicosídeos. É utilizado contra uma gama de bactérias gram positivas e negativas, inibindo a síntese proteica e o transporte ribossômico destes micro-organismos. Sua utilização deve ser evitada na gravidez pois o feto pode ter problemas de surdez, em casos de avitaminose K, miastenia e problemas renais.

## Doses usuais
Em adultos normais, as doses comuns são de 150 a 200 mg por dia, em duas aplicações. A dose deve ser ajustada nos casos de depuração de creatinina alterado, pois o medicamento é nefrotóxico e pode proporcionar necrose nas células do tubo proximal do rim, inibição de transportadores de glicose dependentes de sódio ocorrendo um aumento da glicosúria.

## Interações
- Dextranos, probenicida - devido ao rico de toxicidade renal.[1]
- Ampicilina, imipenem, cefmetazol, piperacilina, flomoxefe - por diminuirem a ação da arbecacina.[1]
- Anestésicos e relaxantes musculares - possibilidade de depressão respiratória.[1]